# Ezoplana masacoae
Ezoplana masacoae är en plattmaskart som beskrevs av Tajika 1982. Ezoplana masacoae ingår i släktet Ezoplana och familjen Nematoplanidae. Inga underarter finns listade i Catalogue of Life.